# Instituto Nacional de Estatística

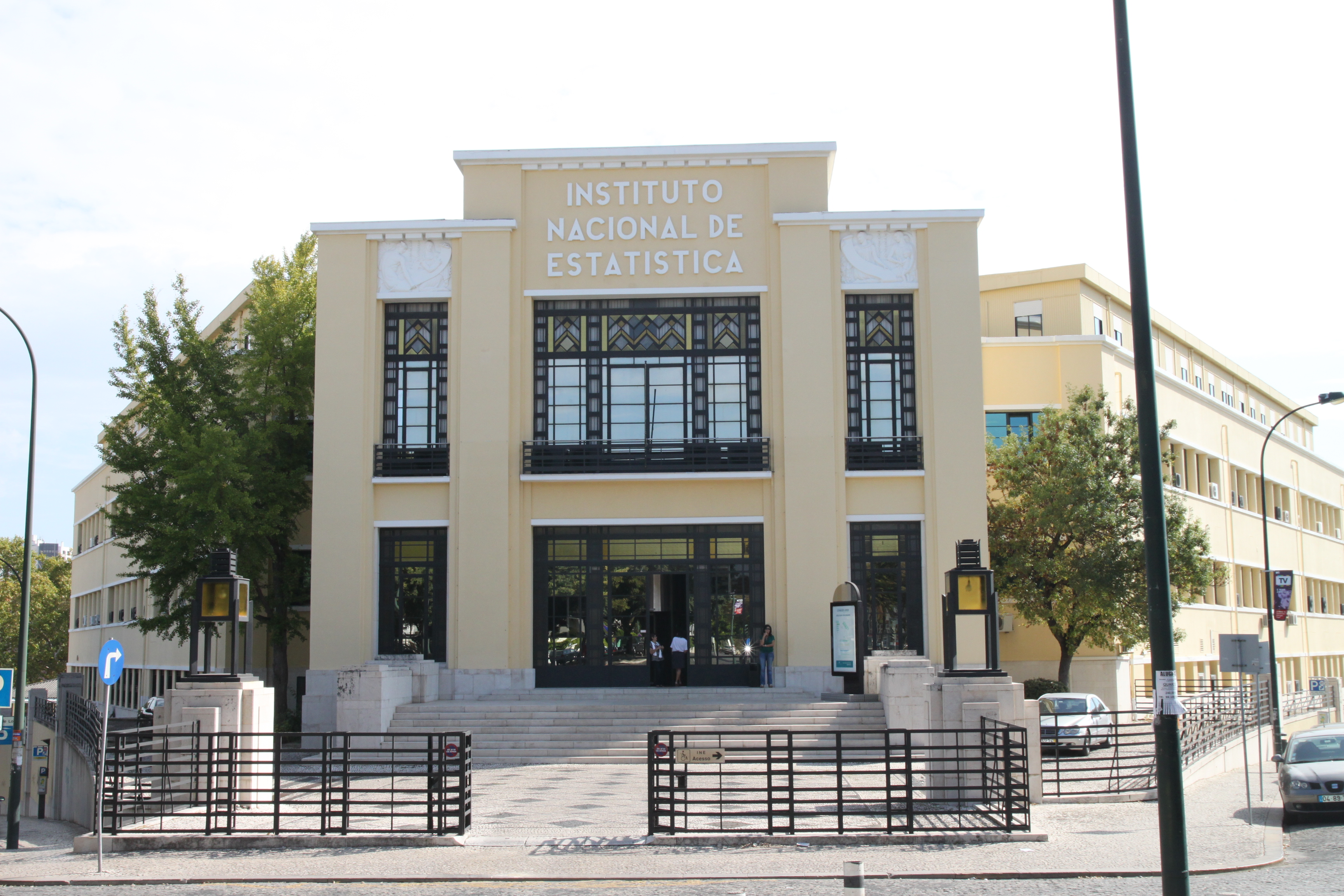
Kantoorgebouw

Het Instituto Nacional de Estatística is het overheidsorgaan van Portugal dat statistische informatie (zoals volkstellingen) over Portugal verzamelt en publiceert. Het kantoorgebouw is gevestigd in de Portugese hoofdstad Lissabon.